# Mistrzostwa Europy w Saneczkarstwie 1956
14. Mistrzostwa Europy w saneczkarstwie 1956 odbyły się w austriackim Imst. Rozegrane zostały trzy konkurencje: jedynki kobiet, jedynki mężczyzn oraz dwójki mężczyzn. W tabeli medalowej zwyciężyła Austria.

## Wyniki

### Jedynki kobiet
| Medal | Zawodniczka       | Narodowość | Czas | Strata |
| ----- | ----------------- | ---------- | ---- | ------ |
|       | Elly Lieber       | Austria    |      |        |
|       | Maria Isser       | Austria    |      |        |
|       | Lotte Scheimpflug | Włochy     |      |        |

### Jedynki mężczyzn
| Medal | Zawodnik      | Narodowość | Czas | Strata |
| ----- | ------------- | ---------- | ---- | ------ |
|       | Josef Isser   | Austria    |      |        |
|       | Hans Krausner | Austria    |      |        |
|       | Erich Raffl   | Austria    |      |        |

### Dwójki mężczyzn
| Medal | Zawodnicy                             | Narodowość | Czas | Strata |
| ----- | ------------------------------------- | ---------- | ---- | ------ |
|       | Wilhelm Leimgruber/Josef Unterfrauner | Austria    |      |        |
|       | Erich Raffl/Stefan Schöpf             | Austria    |      |        |
|       | Josef Thaler/Luis Posch               | Austria    |      |        |

## Klasyfikacja medalowa
| Miejsce | Państwo |   |   |   | Razem |
| ------- | ------- | - | - | - | ----- |
| 1.      | Austria | 3 | 3 | 2 | 8     |
| 2.      | Włochy  | 0 | 0 | 1 | 1     |